# Nicola de Gemmis
Nicola de Gemmis (né le 17 août 1818 à Bari et mort dans la même ville le 21 juin 1883) est un écrivain et patriote italien du XIXe siècle.